# Gewone boon
De gewone boon (Phaseolus vulgaris) is een plant uit de vlinderbloemenfamilie (Fabaceae of Leguminosae). De soort is afkomstig uit Zuid-Amerika en heeft in het Middellandse Zeegebied bijna het volledige bestand van peulvruchten verdrongen. De plant is eenjarig, van oorsprong windend, doch meerdere 'stamvarianten' werden ontwikkeld. De bloeiwijze is een tros, en de bloei vindt plaats van juni tot september.
'Boon' is de algemene benaming voor de eetbare zaden van een groot aantal soorten binnen de vlinderbloemenfamilie. Er zijn dus ook 'bonen' die tot andere soorten behoren, zoals bijvoorbeeld de limaboon (Phaseolus lunatus). Van de gewone boon wordt ook de gehele peul (de vrucht met de zaden erin) in veel gevallen 'boon' genoemd.

## Toepassingen
Al vlug leerde de mens de voedzame kenmerken van de plant en vooral diens vrucht kennen, en cultiveerde tal van varianten. Bonen bevatten wat gevaarlijke stoffen, zoals fytohemagglutinine, die verdwijnen bij het koken: ze moeten klaargemaakt worden om ze te kunnen eten.
De boon wordt vaak als voorbeeld gebruikt in het onderwijs bij practica over de beginontwikkeling van de plant, van kieming tot enkele weken oud.
Vlinderbloemigen hebben de speciale eigenschap om bacteriën in wortelknollen in symbiose te onderhouden en die bacteriën zijn in staat om stikstof uit de lucht te binden, waardoor vlinderbloemigen geen of veel minder meststoffen nodig hebben om te groeien. Hierdoor kunnen ze ook veel meer eiwitten produceren dan andere planten.

## Rassen
De boon kent veel rassen die onderling in uiterlijk en smaak kunnen verschillen. Voor de Nederlandse markt zijn vooral de witte boon, bruine boon, nierboon (kidneyboon), flageolet, zwarte boon, kievitsboon, sperzieboon en snijboon van belang. Van de laatste twee wordt de hele peul gegeten.

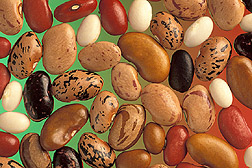
Verschillende rassen
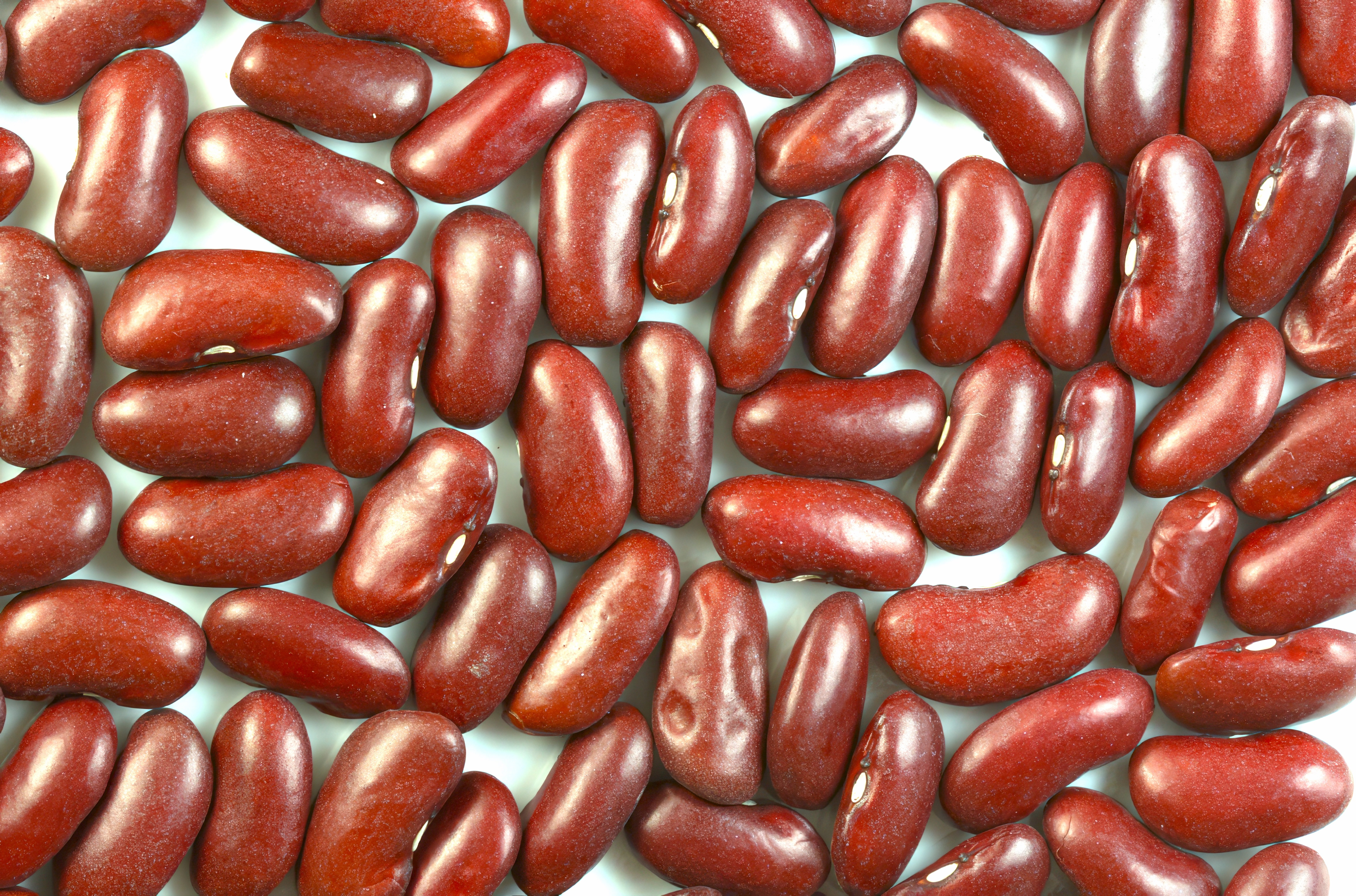
Nierboon
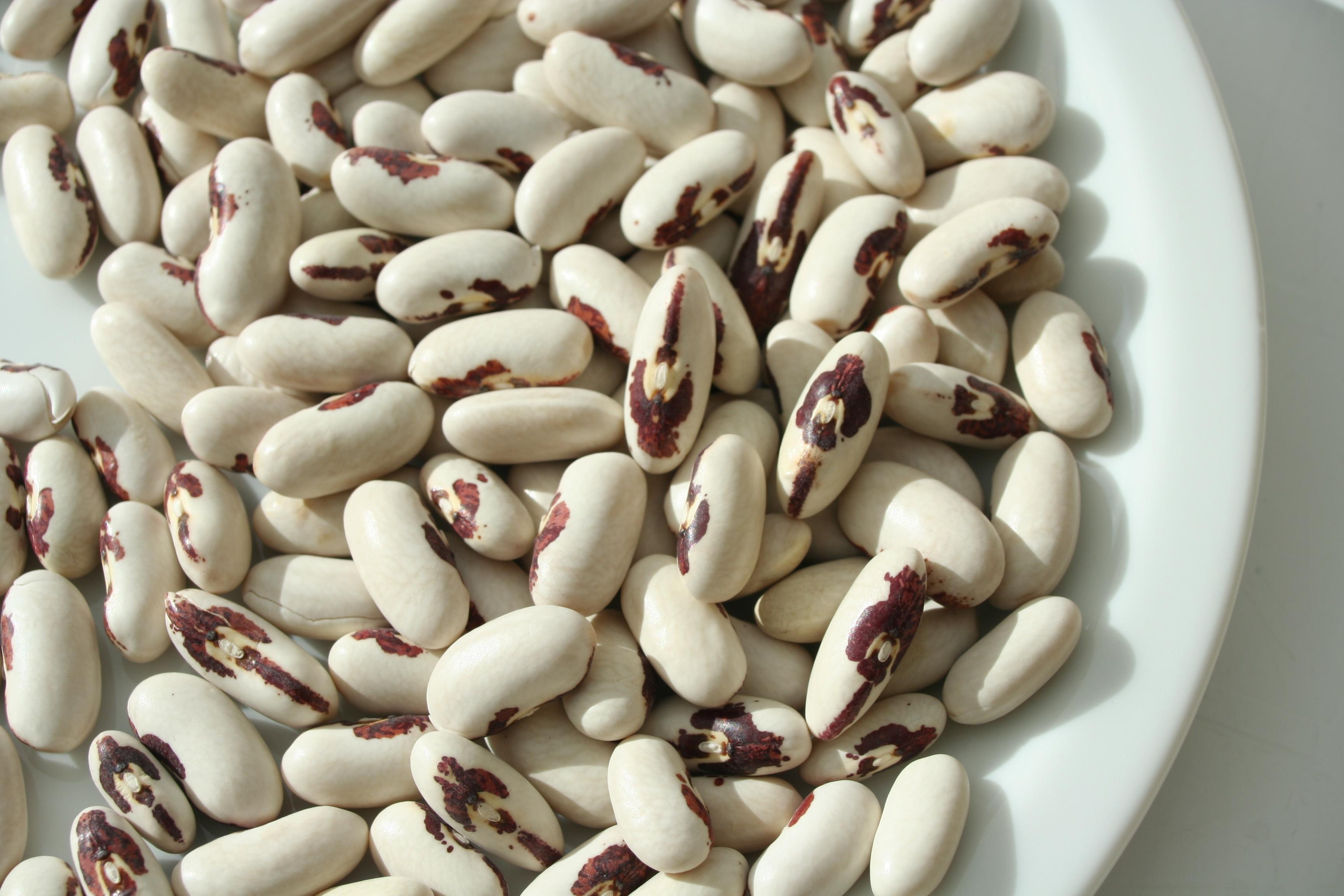
Soldatenboon

## Verwante soorten
Enkele nauwer verwante soorten van de gewone boon zijn onder meer de pronkboon (Phaseolus coccineus) en de limaboon of wilgenbladboon (Phaseolus lunatus, boterboon in Vlaanderen). Iets minder verwante soorten van de gewone boon zijn de mungboon (Vigna radiata) en de tuinboon (Vicia faba).
De kapucijner, suikererwt (sugar snaps) en peultjes zijn alle variëteiten van de erwt (Pisum sativum), een soort uit dezelfde familie, maar uit een ander geslacht.

## Wereldwijde productie
| Topproducenten van gewone boon 2018 | Topproducenten van gewone boon 2018 |
| Land                                | Productie (ton)                     |
| ----------------------------------- | ----------------------------------- |
| India                               | 6.220.000                           |
| Maleisië                            | 4.779.927                           |
| Brazilië                            | 2.915.030                           |
| Verenigde Staten                    | 1.700.510                           |
| China                               | 1.324.407                           |
| Tanzania                            | 1.210.359                           |
| Mexico                              | 1.196.156                           |
| Oeganda                             | 1.039.109                           |
| Kenia                               | 765.977                             |
| Ethiopië                            | 607.929                             |